# 蒙古之聲
蒙古之声，是蒙古国的官方国际广播电台。

## 简介
该台是蒙古国公营广播公司——蒙古国家公共广播电视台的对外广播分支。创办于1931年，1934年9月1日第一次播音。1965年1月29日命名为“乌兰巴托广播电台”。1997年1月1日更名为“蒙古之声”。
该台对蒙古国国内使用喀尔喀蒙古语播音，如今广播已覆盖蒙古国全国。
该台长期使用俄语、蒙古语广播。1964年，蒙古人民革命党中央委员会决定，增加汉语和哈萨克语广播各半小时，又对中国内蒙古自治区和新疆维吾尔自治区地区开办了蒙古语和哈萨克语广播。所以从1964年9月起，该台第一次使用蒙古语、汉语同时播音。1965年增加英语广播、法语广播，后因法语广播收听效果差停办。1989年增设日语广播。现今对外采用蒙古语、俄语、汉语、英语、日语5种语言播音。

## 华语广播时间及频率
- 时区：UTC+8

| 播音時間    | 播音频率 |
| 18:00-18:30 | 12085KHz |
| 22:00-22:30 | 12015KHz |

## 主要内容
国内外新闻、专题节目、文艺节目、听众信箱。

## 硬件设施
- 长波广播：

164kHz 乌兰巴托
209kHz 乔巴山；达兰扎德嘎德；乌列盖
227kHz 阿尔泰
- 中波发射台：

990 KHz，乌兰巴托 500 千瓦发射机（已停播）
- 短波发射台：

乌兰巴托的 Khonkhor 发射台，东经107.00 北纬47.55，共使用500千瓦发射机1台，250 千瓦发射机1台，50千瓦发射机1台